# 第一次フィッシャー砦の戦い
第一次フィッシャー砦の戦い（だいいちじフィッシャーとりでのたたかい、英: First Battle of Fort Fisher）は、南北戦争の終戦近くに、ノースカロライナ州ウィルミントン郊外フィッシャー砦に対して、北軍の陸軍と海軍が合同で行った一回目の攻撃である。フィッシャー砦は「南部のジブラルタル」と言われることもあり、南軍最後の主要海岸拠点であり、南北戦争を通じて莫大な戦略的価値があった。北軍の陸軍はジェームズ軍指揮官のベンジャミン・フランクリン・バトラー少将が率い、1864年12月23日から27日まで続いた。
北軍の海軍はまず砦の壁を壊そうとして、火薬を満載した船を爆破しようとしたが、失敗した。続いて砦の戦力を弱め、降伏を強いるために2日間の艦砲射撃を行った。その2日目、陸軍が砦を包囲するために部隊の上陸を始めた。しかし、バトラーは敵の援軍が接近してきているという報せを受け取り、気象条件が悪化する中で、砦が難攻不落であると宣言して、作戦を中止した。バトラーはその2週間後に解任され、アルフレッド・テリー少将が後任になった。

## 背景
バトラー少将とそのジェームズ軍はバミューダ・ハンドレッド方面作戦で失敗した後、フィッシャー砦に対する水陸協働の遠征任務を与えられた。ユリシーズ・グラント中将は元々、バトラーの部下の一人であるゴッドフリー・ワイツェル少将をその遠征の指揮官に宛てていたが、バージニアおよびノースカロライナ軍管区指揮官としてのバトラーが、自らその遠征を指揮することを要求し、グラントがそれを黙諾した。遠征に使う部隊はジェームズ軍から選定し、第24軍団の第2師団、第25軍団の第3師団、さらに重砲兵と工兵の2個大隊が付けられた。グラントの参謀からサイラス・B・コムストック大佐が同行して工兵技師長を務めた。デイビッド・ディクソン・ポーター海軍少将の率いた海軍遠征隊は、この戦争の中でも最大の艦隊となり、60隻近い戦闘艦に加え、兵士を運ぶ輸送艦が付いていた。
バトラーはUSSルイジアナを連れて行く作戦も立てた。この艦に200トンの火薬を詰めておき、封鎖破りを装ってフィッシャー砦の下に動かし、砦の海側の壁から約100ヤード (90 m) の位置で座礁させ、自爆させる作戦だった。その爆発で砦も壊せると期待していた。北軍の高官の多く（グラントやギデオン・ウェルズ海軍長官など）はその作戦が機能するかを疑ったが、エイブラハム・リンカーン大統領が承認した。北軍の作戦の最終案はハンプトン・ローズで艦船を集合させ、そこで陸軍兵が輸送艦に乗船することになった。攻撃に使われるモニター艦（装甲艦）はフィッシャー砦まで曳航する必要があったために、海軍艦船は輸送艦よりも12時間早く出発することになった。軍艦はボーフォートで燃料を補給することとなり、フィッシャー砦で輸送艦と落ち合い、その後にルイジアナを爆破してから、艦砲射撃の援護下に陸兵が上陸するというものだった。
南軍のフィッシャー砦は「南部のジブラルタル」という綽名があり、ケープフェア川を支配する手ごわい標的だった。長さは14,500フィート (4,420 m) あり、これを厚さ10フィート (3 m) の胸壁が囲んで防弾仕様となっており、その大半は高さが30フィート (9 m) あった。その周りに多くの障害物が置かれていた。例えば当時トーピードと呼ばれた地雷、逆茂木、深い壕があった。重砲が50門以上あり、その中にはコロンビヤード砲が15門と150ポンド・アームストロング砲1門が、海に近い土盛り厚さ60フィート (18 m) の背後にあり、マウンド砲台と呼ばれた。砦の守備隊は1,400名であり、ウィリアム・ラム大佐が指揮した。4マイル (6 km) 離れたシュガーローフにいるブラクストン・ブラッグ将軍の部隊から援軍を送ることも可能だった。この部隊は北バージニア軍のロバート・F・ホーク少将師団であり、12月13日に到着した。

## 戦闘
北軍はハンプトン・ローズを12月10日に出港予定だったが、3日間に渡り冬の嵐に襲われ、出港できたのは14日になってからだった。海軍の艦がビューフォートで燃料補給に予想以上に手間取ったため、バトラーの陸兵を乗せた船がフィッシャー砦に先に着いた。ポーターが19日に到着したところ別の嵐が艦隊を襲い、一部の艦は吹き流され陸兵の船はビューフォートまで退避を余儀なくされた。嵐が止んだ23日、ポーターはバトラー抜きで攻撃を開始することとし、その夜にルイジアナを爆破するよう命じた。真夜中頃ルイジアナは砦の海側の壁近くに曳航され点火された。しかしルイジアナは海軍が思ったより沖合いにあり、陸から恐らく1マイル (1.6 km) ほども離れていた。このため爆発はフィッシャー砦に何ら被害を与えなかった。
翌朝（12月23日）、北軍艦隊は砦に接近し、土塁に損傷を与えて守備隊を降伏させるべく艦砲射撃を開始した。その日は1万発近い砲弾を撃ち込んだが戦果は僅かであり、海岸砲4門の砲架が壊れ、軽砲の弾薬箱1個が破壊され、守備隊に死傷者23人が出ただけだった。一方北軍は艦載砲の暴発で45人が死傷し、また南軍は3隻の艦に直撃弾を与えた。
その日の夕刻に北軍の陸兵を載せた船が到着した。ポーターがルイジアナを爆破し陸軍無しで艦砲射撃を始めたことで、北軍の攻撃が近いことを南軍に教えて防備を固めさせてしまったとバトラーは考えたが、まだ攻撃が可能か判断するため偵察隊を上陸させることにした。上陸はクリスマスの朝に始まり、海軍が砦への砲撃を続ける中でアデルバート・エイムズ准将の師団が最初に上陸した。北軍はフィッシャー砦の北の海浜を守っていた砲台を占領し、上陸のせいで孤立したノースカロライナ・ジュニア予備隊第4大隊と同第8大隊の降伏を受け入れた。エイムズは防衛線を構築した後、ニュートン・M・カーティス准将の旅団を砦に進めて攻撃可能かを見させた。カーティスは陸壁の守りは薄いと見て攻撃を準備したが、エイムズに止められた。バトラーは砦は無傷であり攻めるには強力過ぎると考えた。彼はまたホークの師団が砦の北数マイルにあると知らされ、さらに別の嵐が来るという情報も得た。バトラーは以上を総合して上陸を中止とし、海浜にあった部隊には船に戻らせた。その後北軍艦隊は全艦ハンプトン・ローズに戻った。

## 戦いの後
バトラーはフィッシャー砦で失敗し、特にグラントからの直接命令、すなわちポーターやワイツェルと連絡を取り合うようにという命令に従わなかったことが、グラントをしてバトラーをジェームズ軍指揮官から解任し、後任にエドワード・オード少将を据える理由になった。エイブラハム・リンカーン大統領は再選を決めたばかりであり、もはや共和党の著名人を軍隊に登用しておく必要はなくなっていた。バトラーは1865年1月8日に解任された。バトラーにとってさらに悪いことに、フィッシャー砦がその1週間後に陥落した。アルフレッド・テリー少将がこの南軍の要塞に対する攻撃を率いた（第二次フィッシャー砦の戦い）。バトラーはアメリカ合衆国議会合同戦争遂行委員会の場で、攻撃を中止した判断を弁護するために、砦は難攻不落だと説明していた。
この戦闘での南軍の損失は、戦死と致命傷が5名、負傷56名、捕虜600名であり、艦砲射撃による損傷は直ぐに修復されていた。封鎖突破船は港の利用を続け、戦闘後の最初の船は北軍艦隊が撤退したまさにその夜に到着していた。ケープフェア地区軍指揮官のW・H・C・ホワイティング少将と守備隊長ラム大佐は、北軍が直ぐに戻ってくると考えていたが、ブラッグはホークの師団をウィルミントンまで戻し、ニューバーンを取り戻す作戦作りを始めていた。

## 対戦した戦力

### 北軍

#### 陸軍
遠征軍団（ジェームズ軍） - ベンジャミン・フランクリン・バトラー少将、ゴッドフリー・ワイツェル少将（副指揮官）
- 第2師団（第24軍団） - アデルバート・エイムズ准将
  - 第1旅団 - ニュートン・M・カーティス名誉准将
    - ニューヨーク第3連隊 - ジョージ・W・ウォーレン大尉
    - ニューヨーク第112連隊 - ジョン・W・スミス中佐
    - ニューヨーク第117連隊 - ルーファス・ダゲット大佐
    - ニューヨーク第142連隊 - アルバート・M・バーニー中佐

  - 第2旅団 - ガルーシャ・ペニーパッカー大佐
    - ニューヨーク第47連隊 - ジョセフ・P・マクドナルド大尉
    - ニューヨーク第48連隊 - ウィリアム・B・コーン中佐
    - ペンシルベニア第76連隊 - ジョン・S・リトル大佐
    - ペンシルベニア第97連隊 - ジョン・ウェインライト中尉
    - ペンシルベニア第203連隊 - ジョン・W・ムーア大佐

  - 第3旅団 - ルイス・ベル大佐
    - インディアナ第13連隊 - サミュエル・M・ゼント大尉
    - ニューハンプシャー第4連隊 - ジョン・H・ロバーツ大尉
    - ニューヨーク第115連隊 - エズラ・L・ウォルラス少佐
    - ニューヨーク第169連隊 - アロンゾ・アルデン大佐

  - 砲兵隊
    - ニューヨーク軽装砲兵隊第16独立大隊 - リチャード・H・リー大尉

  - 海軍旅団 - チャールズ・K・グラハム准将
- 第3師団（第25軍団） - チャールズ・J・ペイン准将
  - 第2旅団 - ジョン・W・エイムズ大佐
    - アメリカ合衆国第4有色人歩兵連隊 - ジョージ・ロジャーズ中佐
    - アメリカ合衆国第6有色人歩兵連隊 - クラーク・ロイス中佐
    - アメリカ合衆国第30有色人歩兵連隊 - ハイラム・A・オークマン中佐
    - アメリカ合衆国第39有色人歩兵連隊 - オゾラ・P・スターンズ大佐

  - 第3旅団 - エリアス・ライト大佐
    - アメリカ合衆国第1有色人歩兵連隊 - ジャイルズ・H・リッチ中佐
    - アメリカ合衆国第5有色人歩兵連隊 - ジャイルズ・W・シャートレフ大佐
    - アメリカ合衆国第10有色人歩兵連隊 - エドワード・H・パウェル中佐
    - アメリカ合衆国第37有色人歩兵連隊 - ネイサン・ゴフ大佐
    - アメリカ合衆国第107有色人歩兵連隊 - デイビッド・M・セルズ中佐

  - 砲兵隊
    - アメリカ合衆国第3砲兵隊E大隊 - ジョン・ミリック中尉

#### 海軍
北大西洋封鎖戦隊 - デイビッド・ディクソン・ポーター海軍少将:
- 第1戦列
  - USS カノニカス - ジョージ・ベルナップ少佐
  - USS ヒューロン - トマス・O・セルフリッジ・ジュニア少佐
  - USS カンザス - ペンドルトン・G・ワットモー少佐
  - USS マホパ - エドワード・ポッター少佐
  - USS モナドノック - エノク・G・パロット中佐
  - USS ニューアイアンサイド - ウィリアム・ラドフォード中佐
  - USS ナイアック - L・ハワード・ニューマン少佐
  - USS ピクォート - ダニエル・L・ブレイン少佐
  - USS ポントゥーサック - ウィリアム・G・テンプル少佐
  - USS ソーガス - エドマンド・R・コルフーン中佐
  - USS ウナディラ - フランク・M・ラムゼイ少佐
- 第2戦列
  - USS ビグノニア - ウォーリントン・D・ロース大尉
  - USS ブルックリン - ジェイムズ・アルデン大佐
  - USS コロラド - ヘンリー・K・サッチャー代将
  - USS ジュニアタ - ウィリアム・ロジャーズ・テイラー大佐
  - USS マキノー - ジョン・C・ボーモント中佐
  - USS モーミー - ラルフ・チャンドラー少佐
  - USS ミネソタ - ジョセフ・ランマン代将
  - USS モヒカン - ダニエル・アメン中佐
  - USS ポーテュゼット - ジェイムズ・H・スポッツ中佐
  - USS ポウハタン - ジェイムズ・F・シェンク代将
  - USS セネカ - モンゴメリー・シカード少佐
  - USS シェナンドー - ダニエル・B・リッジリー大佐
  - USS サスケハナ - シルバヌス・ウィリアム・ゴードン代将
  - USS タイコンデロガ - チャールズ・スティードマン大佐
  - USS タスカローラ - ジェイムズ・M・フレイリー中佐
  - USS バンダービルト - チャールズ・W・ピッカリング大佐
  - USS ワバッシュ - メランクトン・スミス大佐
  - USS ヤンティック - トマス・C・ハリス少佐
- 第3戦列
  - USS チペワ - アーロン・ウィーバー少佐
  - USS フォートジャクソン - ベンジャミン・F・サンズ大佐
  - USS イオスコ - ジョン・ゲスト中佐
  - USS モンティチェロ - ダニエル・A・キャンベル大尉
  - USS オスケオラ - ジョン・M・B・クリッツ中佐
  - USS クエーカーシティ - ウィリアム・F・スパイサー中佐
  - USS ロードアイランド - スティーブン・D・トレンチャード中佐
  - USS サンチャゴデキューバ - オリバー・S・グリッソン大佐
  - USS ササカス - ジョン・L・デイビス少佐
  - USS タコニー - イィリアム・T・トラクストン少佐
- 予備戦列
  - USS アドバンス - ジョン・H・アップシャー少佐
  - USS アラバマ - フランク・スミス大尉
  - USS エアリーズ - フランシス・S・ウェルズ大尉
  - USS アネモネ - ウィリアム・C・ボーデン少尉
  - USS バンシー - ウォルター・H・ガーフィールド大尉
  - USS ブリタニア - サミュエル・ヒューズ大尉
  - USS チェロキー - ウィリアム・E・デニソン大尉
  - USS エンマ - トマス・C・ダン大尉
  - USS イオラス
  - USS ゲティスバーグ - ロスウェル・ラムソン大尉
  - USS ガバナー・バッキンガム - ジョン・マクディアミッド大尉
  - USS リリアン - T・A・ハリス大尉
  - USS リトル・アダ
  - USS マルバーン - ベンジャミン・H・ポーター少佐
  - USS マラタンザ - ジョージ・ヤング少佐
  - USS モカシン - ジェイムズ・ブラウン少尉
  - USS モンゴメリー - エドワード・H・フォーコン大尉
  - USS ナンスモンド
  - USS R・R・カイラー - チャールズ・ヘンリー・ブロメッジ・コールドウェル
  - USS トリストラム・シャンディ - エドワード・F・でぶんす大尉
  - USS ウィルダネス

### 南軍
- ケープフェア地区軍 - W・H・C・ホワイティング少将
  - フィッシャー砦守備隊 - ウィリアム・ラム大佐
    - ノースカロライナ第10連隊 - ジョン・P・W・リード中佐（負傷）、ジェイムズ・ライリー少佐
    - ノースカロライナ第36連隊 - ウィリアム・ラム大佐
    - ノースカロライナ第40連隊
    - ノースカロライナ・ジュニア予備隊第1大隊 - D・T・ミラード少佐
    - ノースカロライナ重砲兵隊第1大隊D中隊 - ジェイムズ・L・マコーミック大尉
    - ノースカロライナ軽砲兵隊第3大隊C中隊 - ジョン・M・サットン大尉
    - ノースカロライナ軽砲兵隊第13大隊D中隊 - ザカライア・T・アダムズ大尉
    - アメリカ連合国海軍分遣隊 - ロバート・T・チャップマン中尉
    - アメリカ連合国海兵隊分遣隊 - A・C・ヴァン・ベントホイゼン大尉
- ホーク師団（北バージニア軍） - ロバートF・ホーク少将
  - ハーグッド旅団 - ジョンソン・ハーグッド准将
    - サウスカロライナ第7大隊 - ジェイムズ・H・ライアン中佐
    - サウスカロライナ第11連隊 - F・ヘイ・ガント大佐
    - サウスカロライナ第21連隊 - ロバート・F・グラハム大佐
    - サウスカロライナ第25連隊 - ジェイムズ・カーソン大尉
    - サウスカロライナ第27連隊

  - カークランド旅団 - ウィリアム・カークランド准将
    - ノースカロライナ第17連隊 - トマス・H・シャープ中佐
    - ノースカロライナ第42連隊 - ジョン・E・ブラウン大佐
    - ノースカロライナ第66連隊 - ジョン・H・ネザーカット大佐

  - コナリー旅団、ノースカロライナ予備隊[16] - ジョン・K・コナリー大佐
    - ノースカロライナ・ジュニア予備隊第4大隊 - ジョン・M・リース少佐
    - ノースカロライナ・ジュニア予備隊第7大隊 - ウィリアム・F・フレンチ少佐
    - ノースカロライナ・ジュニア予備隊第8大隊 - ジェイムズ・エリントン少佐
    - ノースカロライナ・ジュニア予備隊第1大隊 - オールモンド・マッコイ大佐

  - 砲兵隊
    - サザランド大隊 - トマス・J・サザランド大尉
    - パリス大隊、ストートンヒル砲兵隊 - アンドリュー・B・パリス